# Falkstyltmal
Falkstyltmal, Caloptilia falconipennella, är en fjärilsart som först beskrevs av Jacob Hübner 1813.  Falkstyltmal ingår i släktet Caloptilia och familjen styltmalar, Gracillariidae. Arten är reproducerande i både Sverige och Finland och enligt respektive rödlista är arten livskraftig, LC i båda länderna. Artens livsmiljö är fuktiga lundar. Inga underarter finns listade i Catalogue of Life.

## Utbredningsområde
Falkstyltmal förekommer i princip i hela Europa och öster ut till åtminstone Kaspiska havet.